# 神里雄大
神里 雄大（かみさと ゆうだい、1982年7月10日 - ）は日本の演出家、劇作家。

## 来歴
日系ペルー人の父と北海道札幌市出身の母の間にペルーのリマで生まれ、生後半年ほどで日本へ移住し、神奈川県川崎市で育つ。小学4年生から6年生まではパラグアイの日本人学校に通った。また、高校生の時に1年間アメリカのオクラホマ州に留学した。
2001年に神奈川県立生田高等学校を卒業、2005年に早稲田大学第一文学部総合人文学科文芸専修を卒業。詩人の大崎清夏は大学の同級生。早稲田大学の学生劇団「劇団森」を経て、2003年に「岡崎藝術座」を結成。2009年に振付家の白神ももこと「鰰」を結成し、作品を発表。2016年、文化庁平成28年度新進芸術家海外研修制度によってブエノスアイレスに留学。
2006年『しっぽをつかまれた欲望』で利賀演出家コンクール最優秀演出家賞を最年少で受賞。2012年『レッドと黒の膨張する半球体』（中国語タイトル『放屁蟲』）が、台北アーツフェスティバルに招聘。以後、複数の作品で海外フェスティバル等から招聘され海外公演を行なっている。2018年2月16日、戯曲『バルパライソの長い坂をくだる話』が第62回岸田國士戯曲賞を受賞したことが発表された。

## 作品

### 演出
- 『ゴドーを待ちながら』サミュエル・ベケット作
- 『しっぽをつかまれた欲望』パブロ・ピカソ作（2006年）利賀演出家コンクール2006最優秀演出家賞[5]
- 『ロボット』カレル・チャペック作
- 『オセロー』ウィリアム・シェイクスピア作（2007年）
- 『三月の5日間』岡田利規作（2008年）
- 『チェンチ一族』アントナン・アルトー作
- 『昏睡』永山智行作（2009年）[14]
- 『琉球怪談』小原猛作（2021年）

### 戯曲
- 『リズム三兄妹』（2008年）
- 『ヘアカットさん』（2009年）第54回岸田國士戯曲賞最終候補
- 『グァラニー ～時間がいっぱい』（2009年）
- 『古いクーラー』（2010年）
- 『街などない』（2011年）
- 『レッドと黒の膨張する半球体』（2011年）フェスティバル/トーキョー11 主催演目
- 『隣人ジミーの不在』（2012年）フェスティバル/トーキョー12 主催演目
- 『（飲めない人のための）ブラックコーヒー』（2013年）第58回岸田國士戯曲賞最終候補
- 『+51 アビアシオン, サンボルハ』（2015年）第60回年岸田國士戯曲賞最終候補
- 『イスラ！ イスラ！ イスラ！』（2015年）
- 『バルパライソの長い坂をくだる話』（2018年）第62回岸田國士戯曲賞[12]
- 『いいかげんな訪問者の報告』（2019年）
- 『カオカオクラブ・オンライン』（2020年）
- 『イミグレ怪談』（2022年）

### 著書
- 「バルパライソの長い坂をくだる話」（白水社、2019年）戯曲集[15]
- 「越えていく人ーー南米、日系の若者たちをたずねて」（亜紀書房、2021年）ルポルタージュ[16]

### 小説
- 亡命球児（『新潮』2013年8月号）